# 빛고을고등학교
빛고을고등학교(빛고을高等學校)는 대한민국 광주광역시 북구 신용동에 있는 공립 고등학교이다.

## 학교 연혁
- 2011년 3월 1일 : 빛고을고등학교 개교
- 2011년 3월 1일 : 초대 최윤길 교장 취임
- 2011년 3월 2일 : 제1회 입학식 (10학급 386명)
- 2014년 2월 12일 : 제1회 졸업식(372명 졸업)
- 2024년 9월 1일 : 제9대 김경 교장 취임
- 2025년 1월 17일 : 제12회 졸업식(272명, 총 3,641명)
- 2025년 3월 4일 : 제15회 입학식(10학급 254명)

## 참고 자료
- 빛고을고등학교 - 한국교육학술정보원 학교알리미